# Fujimoto Tatsuki Tanpenshū
Fujimoto Tatsuki Tanpenshū (藤本タツキ短編集?  lit. Historias cortas de Tatsuki Fujimoto), también conocida como Tatsuki Fujimoto Before Chainsaw Man en inglés, es una antología japonesa de dos volúmenes de one-shots escritos e ilustrados por Tatsuki Fujimoto. Los dos volúmenes, 17-21 y 22-26, se publicaron en octubre y noviembre de 2021, respectivamente.

## Visión general
Fujimoto Tatsuki Tanpenshū consta de ocho historias one-shot escritas e ilustradas por Tatsuki Fujimoto antes de comenzar su segunda serie de manga Chainsaw Man. El primer volumen, 17-21, incluye: Niwa ni wa Niwa Niwatori ga ita (庭には二羽ニワトリがいた?  lit. Había dos gallinas en el jardín) (lanzado en 2011); Sasaki-kun ga Juudan Tometa (佐々木くんが銃弾止めた?  lit. Sasaki ha detenido la bala) (lanzado en 2013); Koi wa Moumoku (恋は盲目?  lit. El amor es ciego) (lanzado en 2013); y Shikaku (シカク?) (lanzado en 2014). El volumen tankōbon fue publicado por Shūeisha el 4 de octubre de 2021.
El segundo volumen, 22-26, incluye: Ningyo Rhapsody (人魚ラプソディ?  lit. Rapsodia de la sirena) (lanzado en 2014); Me ga Sametara Onnanoko ni Natteita Yamai (目が覚めたら女の子になっていた病?  lit. «Cuando desperté me había convertido en una chica enfermiza») (lanzado en 2017); Yogen no Nayuta (予言のナユタ?  lit. «Nayuta de la profecía») (lanzado en 2015); e Imōto no Ane (妹の姉?  lit. Hermana mayor de la hermana pequeña) (lanzado en 2018). El volumen fue lanzado el 4 de noviembre de 2021.